# Idina Sackville
Myra Idina Sackville (26 février 1893 – 5 novembre 1955) est une aristocrate britannique, membre de la communauté de la Vallée Heureuse. Son mode de vie fut jugé scandaleux. Sa vie, tout ou partie, a fait l'objet de publications.

## Jeunesse
Myra Idina Sackville naît le 26 février 1893. Elle est la fille de Gilbert Sackville (8e comte De La Warr) (1869–1915) et de Muriel Agnes Brassey. Elle a une sœur et un frère plus jeunes, Lady Avice (épouse de Stewart Menzies) et Herbrand Sackville, 9e comte De La Warr. Après la mort de leur mère en 1930, leur père se remarie avec Hilda Mary Clavering Tredcroft, fille du colonel Charles Lennox Tredcroft.
Ses grands-parents paternels sont Reginald Sackville, 7e comte De La Warr et Constance Baillie-Cochrane (fille de Alexander Baillie-Cochrane, 1er baron Lamington). Sa cousine est l'écrivaine Vita Sackville-West, unique enfant de Victoria Sackville-West et de Lionel Sackville-West, 3e baron Sackville. Sa mère est la fille de Thomas Brassey, 1er comte Brassey et d'Anna Allnutt (fille du marchand John Allnutt).

## Biographie
Lady Idina se marie, et divorce, cinq fois dans son existence. À l'âge de vingt ans, elle épouse le capitaine  Euan Wallace (qui décède en 1941) le 26 novembre 1913. En souvenir de la maison de sa jeunesse, Idina aménage Kildonan House, la résidence du couple en Écosse, avec l'aide de l'architecte James Miller. Elle ne voit cependant pas le bâtiment terminé, s'étant, entre-temps, séparée de son époux. Avant leur divorce en 1919, ils ont deux enfants, David John Wallace (1914–1944), qui meurt au combat, en Grèce, durant la Seconde Guerre mondiale et Gerard Euan Wallace (1915–1943), également tué au combat. Après le divorce, Wallace obtient la garde de ses deux fils et il se remarie avec Barbara Lutyens (fille d'Edwin Lutyens) en mai 1920.
Le 27 mars 1919, Idina épouse le capitaine Charles Gordon de Park Hill, Aberdeen, second fils d'Alexander Gordon-Cuming-Skene et d'Ada Wilson. Ils se rendent au Kenya, à l'époque colonie britannique, en 1919. Ils divorcent, sans conflit, en 1923.
Le 22 septembre 1923, son troisième mariage est célébré avec Josslyn Hay, futur comte d'Erroll, Lord Kilmarnock ; elle devient Lady Kilmarnock. L'emménagement au Kenya est financé par l'argent d'Idina. Leur résidence est un bungalow sur les pentes des monts Aberdare, appelé Slains, nom de l'ancienne demeure familiale de son mari, qui abrite les fasques de la communauté de la Vallée Heureuse. Le bungalow est entouré d'autres maisons de colons Blancs, lesquels commencent à s'installer à cette époque. À la mort de son propre père, Josslyn devient 22e comte d'Erroll et Idina, comtesse d'Erroll. La communauté de la Vallée Heureuse est un groupe de colons qui devient célèbre pour le mode de vie hédoniste de ses membres, impliquant drogue, alcool, adultère et échangisme. Le couple participe à cette communauté, mais il accumule les dettes. Avant de divorcer en 1929, de ce fait, car son époux aurait contracté des dettes en son nom, Idina donne le jour à une fille,, Diana Hay (1926–1978). Après le divorce de ses parents, la jeune Diana est envoyée en Angleterre, où elle est élevée par son oncle, Herbrand Sackville, 9e comte De La Warr, et sa tante, Lady Avice Spicer, dans le Wiltshire. En 1930, Lord Erroll épouse Edith Maude (Molly) Ramsay-Hill, qui avait été mentionnée dans le divorce,. Molly décède en 1939 ; l'année suivante, Josslyn Hay rencontre Diana Broughton, l'épouse de Jock Delves Broughton, avec laquelle il entame une relation intime. En 1941, Josslyn Hay, Lord Erroll, est retrouvé mort dans sa Buick, au Kenya, tué d'une balle dans la tête,,. Jock Delves Broughton, le mari trompé, est accusé mais acquitté ; il se suicide peu de temps après et le meurtre est toujours officiellement irrésolu.
Le 22 novembre 1930, Lady Idina épouse Donald Carmichael Haldeman, au Shoreham Register Office dans le Kent. Haldeman, éduqué au collège d'Eton, est un ancien du 19th Royal Hussars. Le couple divorce sans conflit en 1938. En 1939, Idina épouse William Vincent Soltau, de la Royal Air Force. Ils divorcent, sans conflit, en 1946.
Lady Idina Sackville décède en 1955, à l'âge de 62 ans. W. V. Soltau meurt le 1er août 1964.

### Descendants
Via son fils aîné, David, elle est la grand-mère de Cary Davina Wallace (épouse de David Howell) et l'arrière-grand-mère de Frances Osborne, épouse de l'ancien Chancelier de l'Échiquier, George Osborne, auteure d'une biographie de Lady Idina, The Bolter.

## Dans la culture
La communauté de la Vallée Heureuse est décrite dans un livre de James Fox, White Mischief (1961), traduit en français sous le titre de Sur la route de Nairobi, qui sera adapté à l'écran en 1987 dans un film de même nom par le réalisateur Michael Radford.
Deux romanciers s'inspirent de sa vie pour des romans, Nancy Mitford, dans The Pursuit of Love (1945) et Michael Arlen, The Green Hat (1924).
L'arrière-petite-fille d'Idina, Frances Osborne, écrit une biographie de son ancête, titrée The Bolter, publiée en 2008. L'édition de 2009 contient une postface à la suite d'une lettre de la fille de Vincent Soltau, qui, avec son frère, avait été élevée pendant huit ans par Lady Idina dans sa maison du Kenya[réf. nécessaire].